# 瓦伦蒂娜·科尔泰塞
瓦伦蒂娜·科尔泰塞（義大利語：Valentina Cortese，1923年1月1日—2019年7月10日），女，意大利演员。曾获得国家影评人协会奖最佳女配角。